# Podabrocephalus sinuaticollis
Podabrocephalus sinuaticollis (лат.) — вид насекомых отряда жесткокрылых. Единственный представитель рода Podabrocephalus и семейства Podabrocephalidae. О биологии Podabrocephalus sinuaticollis ничего не известно

## Распространение
Вид был найден Индии в 1930 году французским энтомологом Maurice Pic.

## Описание
Общая длина 3,8-5,2 мм. Отношение длины тела к наибольшей ширине тела 3,05-3,15. Тело от слегка уплощенного до умеренно выпуклого. Бока тела неравномерно изогнуты. Тело не способно к конглобации (скатыванию в клубок). Верхняя поверхность тела покрыта отчетливыми волосками, щетинками или чешуйками. Верхняя поверхность тела без глубоких ямок. Переднегрудь, заднегрудь и/или брюшко без выпирающих желёз. Нижняя сторона тела без гидрофобных поверхностей.

## Систематика
- семейство: Podabrocephalidae Pic, 1930
  - род: Podabrocephalus Pic, 1930
    - вид: Podabrocephalus sinuaticollis Pic, 1930